# Балша Копривица
Балша Копривица (Београд, 1. мај 2000) српски је кошаркаш. Игра на позицији центра, а тренутно наступа за Бахчешехир.

## Каријера

### Колеџ
Балша Копривица је наступао за кошаркашки тим Државног универзитета Флориде, на којем је провео две сезоне, пре него што се одлучио да изађе на НБА драфт 2021. године. У дресу Семинолса, током друге године, Балша је просечно бележио 9,1 поен, 5,6 скокова и 1,4 блокаду по утакмици.

### Клупска
Дана 23. августа 2021. године потписао је трогодишњи уговор са Партизаном.

### Репрезентативна
Копривица наступа за репрезентацију Србије. Са јуниорском селекцијом националног тима освојио је златну медаљу на Европском првенству 2017, одржаном у Братислави. За сениорску репрезентацију је дебитовао у фебруару 2024. у квалификацијама за Европско првенство.

## Приватни живот
Балша Копривица је син српског кошаркаша Славише Копривице, члана екипе Партизана која је у сезони 1991/92. освојила ФИБА Евролигу.

## Успеси

### Клупски
- Партизан:
  - Првенство Србије (1): 2024/25.
  - Јадранска лига (2): 2022/23, 2024/25.

### Репрезентативни
- Европско првенство до 18 година:  2017.